# Mohammed Karim Lamrani
Mohammed Karim Lamrani —en árabe: محمد كريم العمراني‎— (Fez, 1 de mayo de 1919-20 de septiembre de 2018) fue un empresario y político marroquí, tres veces Primer ministro de Marruecos.

## Biografía

### Primeros años
Lamrani nació en Fez el 1 de mayo de 1919.

### Carrera
Lamrani sirvió como primer ministro tres veces: del 6 de agosto de 1971 al 2 de noviembre de 1972, luego fue el 30 de noviembre de 1983 hasta el 30 de septiembre de 1986 y finalmente del 11 de agosto de 1992 hasta el 25 de mayo de 1994. El último gobierno que dirigió fue un gobierno provisional, sucediendo a Azeddine Laraki. Lamrani es también dueño de una compañía de fosfato y se desempeñó como asesor económico de los gobiernos marroquíes.

### Negocios
Lamrani también se desempeña como empresario. Creó una propiedad (Groupe Safari), la cual actualmente su hija Saida, está a cargo. El lugar dispone de muchas inversiones, en particular, posee participaciones en Crédit du Maroc, Socodam Davum, y SMEIA, el distribuidor exclusivo de BMW y Land Rover en Marruecos.
| Predecesor: Ahmed Laraki           | Primer ministro de Marruecos 1971-1972 | Sucesor: Ahmed Osman       |
| Predecesor: Mohammed Maati Bouabid | Primer ministro de Marruecos 1983-1986 | Sucesor: Azzeddine Laraki  |
| Predecesor: Azzeddine Laraki       | Primer ministro de Marruecos 1992-1994 | Sucesor: Abdellatif Filali |